# Alier (Loira)
L'Alier (Alèir en occità, Allier en francès) és un riu francès del centre de França, un afluent major del Loira. Es tracta d'un dels darrers rius en estat natural d'Europa. En llatí és deia Elaver.

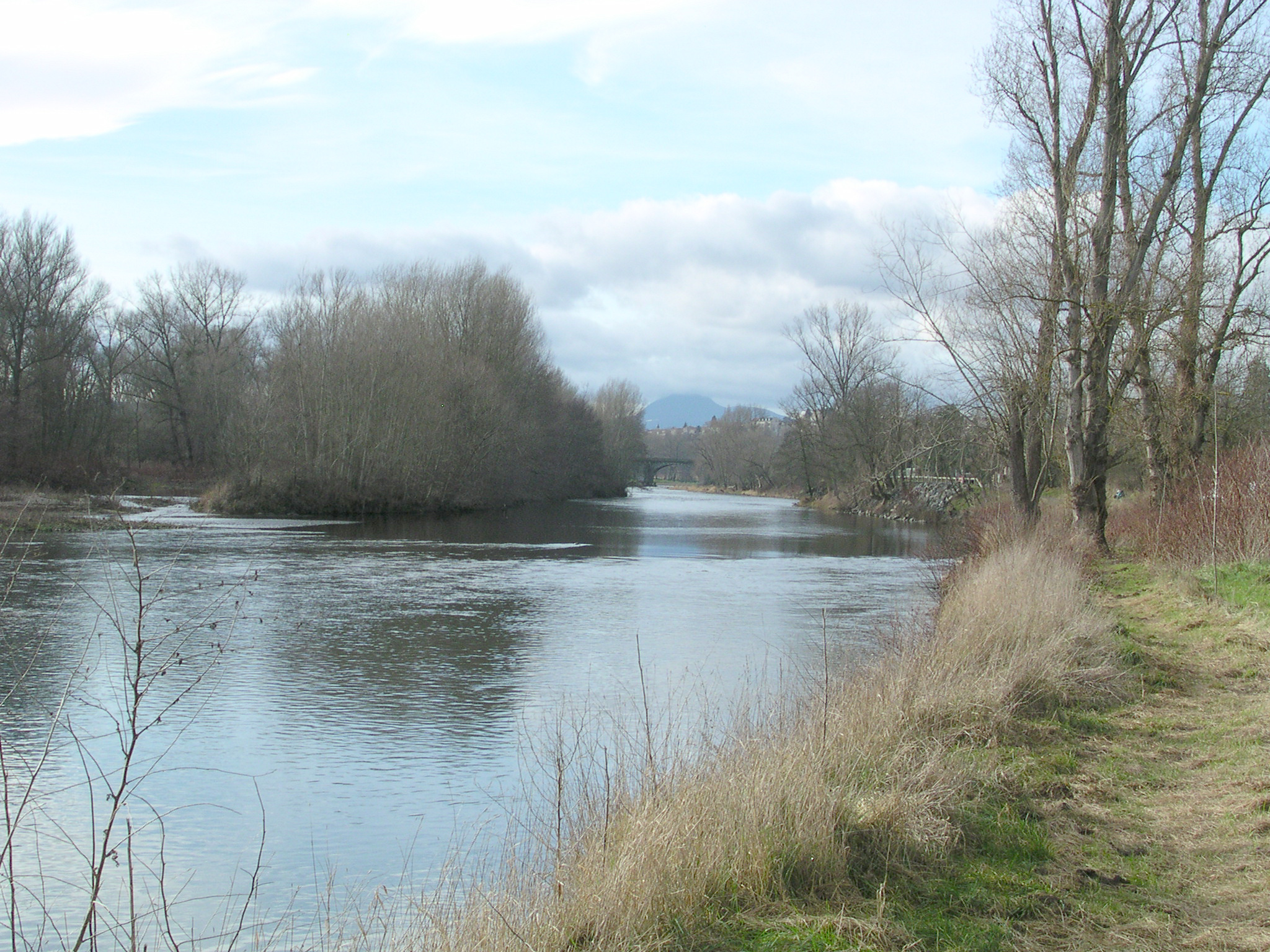
L'Alier al costat de Pont-du-Château al Puy-de-Dôme

## Hidrologia
El riu neix a la Margeride al Moure de la Gardille, de 1.423 metres d'altitud, al departament de la Losera i desemboca al Loira, a l'anomenat «bec de l'Alier», als límits dels departaments de la Nièvre i el Cher. Es tracta d'un dels darrers rius en estat natural d'Europa, amb una interessant fauna i sense cap tipus d'impediment en el curs del riu. Per tant, el riu té uns marges molt interessants, amb diverses zones humides, així com crescudes imprevisibles, que permet un desenvolupament natural del riu.

## Departaments i ciutats que travessa
- Losera: Langònha

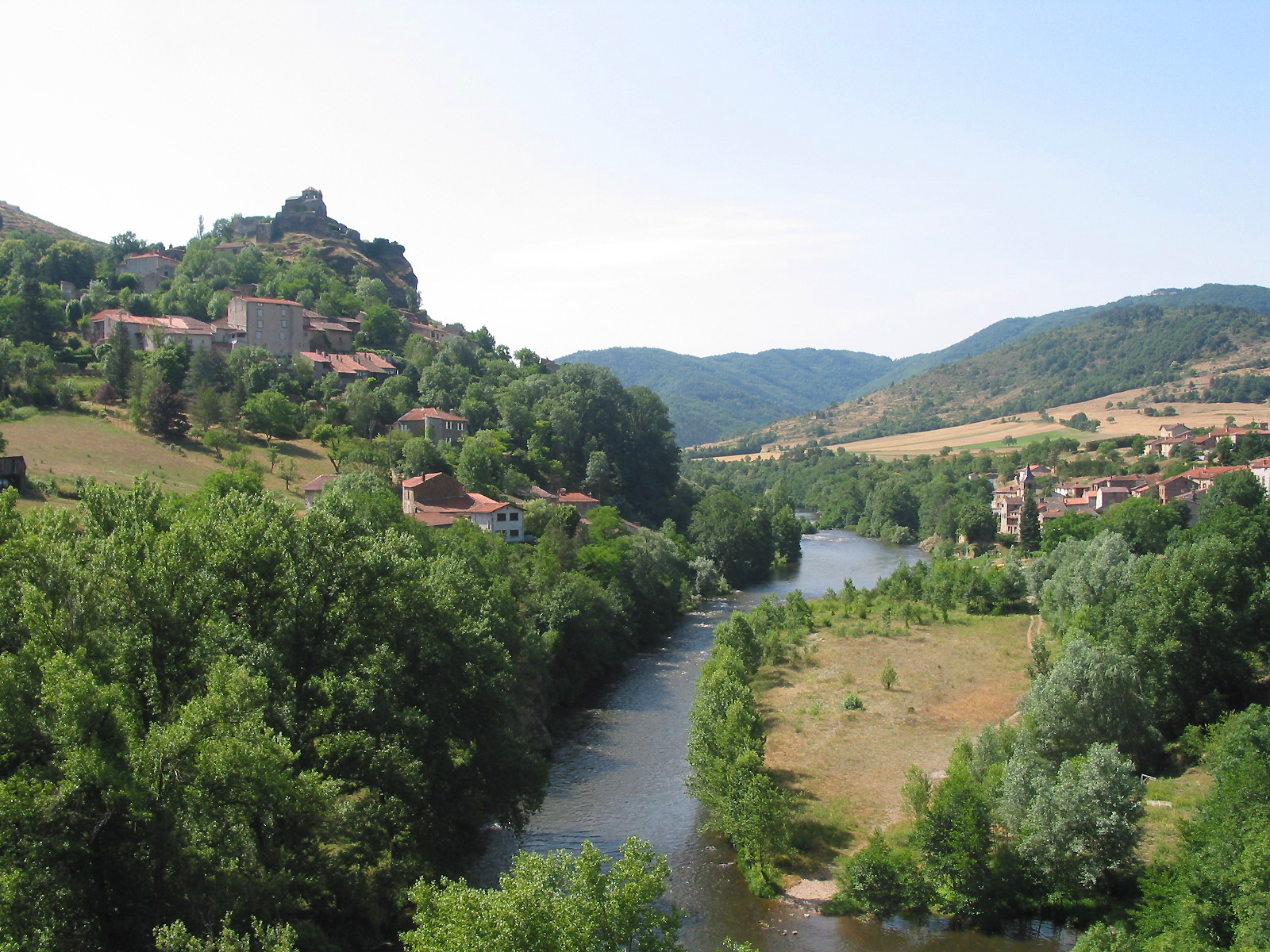
L'Alier entre Saint-Ilpize i Vilanova d'Alier Alt Loira

- Ardecha, serveix de límit amb el departament de la Losera.
- Alt Loira: Alleyras, Auson, Briude, Lanjac, La Vòuta
- Puèi Domat: Brassac-les-Mines, Auzat-sur-Allier, Soire, Coudes, Cornon d'Auvernha, Pont del Chastèl
- Alier: Molins, Varennes-sur-Allier, Vichèi
- Cher: Cuffy
- Nièvre

## Afluents i subafluents principals

La conca de l'Alier, al cor de la regió d'Alvèrnia

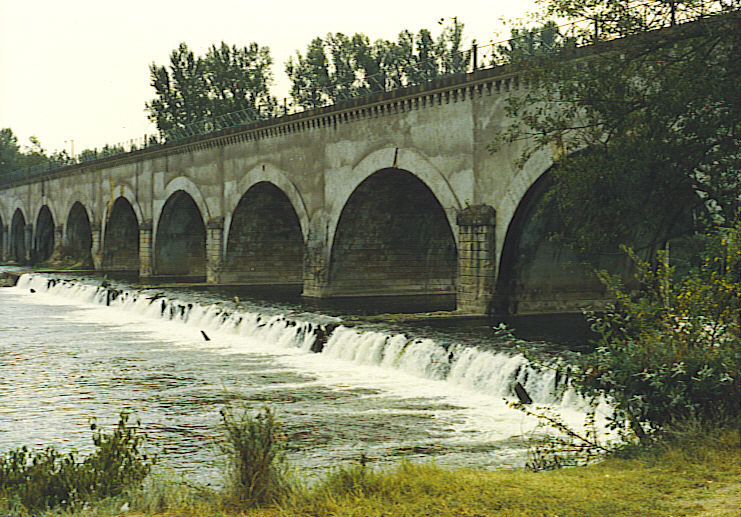
L'Alier amb el pont canal del Guétin

- el Langouyrou (riba esquerra)
- el Chapeauroux (riba esquerra)
  - el Grandrieu (riba esquerra)
  - la Clamouze (riba dreta)
- l'Ance du Sud (riba esquerra)
  - el Panis
  - la Virlange
- la Seuge (riba esquerra)
- la Desges (riba esquerra)
- la Cronce (riba esquerra)
- la Senouire (riba dreta)
  - le Doulon (riba dreta)
  - la Lidenne (riba esquerra)
- l'Alagnon (riba esquerra)
  - el Lagnon (riba dreta)
  - l'Allanche (riba esquerra)
  - l'Arcueil (riba dreta)
  - la Sianne (riba esquerra)
  - l'Alagnonnette (riba dreta)
- la Couze d'Ardes (riba esquerra)
- la Couze Pavin (riba esquerra)
- l'Eau-Mère (riba dreta)
  - La Sablonnière
- la Couze Chambon (riba esquerra)
- la Veyre (riba esquerra)
- l'Auzon (riba esquerra)
- el Joron (riba dreta)
- la Morge (riba esquerra)
- la Dore (riba dreta)
  - la Dolore (riba esquerra)
  - la Faye (riba dreta)
  - el Couzon (riba dreta)
  - la Durolle (riba dreta)
- el Sichon (riba dreta) 
  - el Jolan (riba dreta)
- el Mourgon (riba dreta)
- el Valençon (riba dreta)
- l'Andelot (riba esquerra)
- la Sioule (riba esquerra)
  - el Sioulet (riba esquerra) 
    - la Saunade (riba esquerra)

  - la Bouble (riba esquerra)
    - el Boublon (riba esquerra)
- el Luzeray (riba dreta)
- la Queune (riba esquerra)
- la Burge (riba esquerra)
- la Bieudre (riba esquerra)

## Hidrologia
El règim hídric de l'Alier és pluvial, sotmès al clima atlàntic. S'hi pot observar una crescuda màxima al febrer amb 243 m³/s, de mitjana mensual, i un mínim a l'agost amb 50 m³/s. A l'estiu el volum d'aigua pot arribar a baixar fins als 20 m³/s i superar els 2000 m³/s en les crescudes. Aquests es formen després de llargs episodis de pluja, normalment de novembre da l'abril, i provenen de les pertorbacions atlàntiques. També hi ha hagut crescudes amb pertorbacions mediterrànies que s'expandeixen, com al desembre de 2003, que fou la més forta després de la II Guerra Mundial.

## Fauna

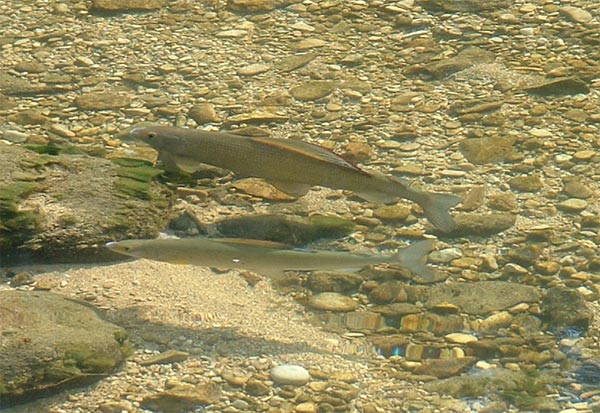
Lluç de riu al sol

Coipús i castors són, entre d'altres, les espècies que més hi ha a l'Alier. Pel que fa als peixos, és molt variat, amb truites, Thymallus, lluç de riu. Les preses en el curs del riu Loira han fet que el salmó pràcticament hagi desaparegut, per l'absència o inadaptació dels passos de peixos. Hi ha esforços per tal de reintroduir aquest peix. El Conservatoire Nationnal du Saumon Sauvage' ha instal·lat a Chanteuge, a l'Alt Loira un centre de reproducció de salmó per tal de subministrar alevins a les granges piscícoles d'Europa.